# Rastnik, Kărdjali
Rastnik (în bulgară Растник) este un sat în comuna Kirkovo, regiunea Kărdjali,  Bulgaria. 

## Demografie
Componența etnică a satului Rastnik
     Turci (6,14%)
     Bulgari (2,63%)
     Nicio identificare (91,22%)
     Altele (0%)
La recensământul din 2011, populația satului Rastnik era de 114 locuitori. Nu există o etnie majoritară, locuitorii fiind turci (6,14%) și bulgari (2,63%). Pentru 91,22% din locuitori nu este cunoscută apartenența etnică.